# Cecilia Salvai
Cecilia Salvai (née  à Pignerol le 2 décembre 1993 ) est une footballeuse internationale italienne évoluant au poste de défenseur à la Juventus FC en Serie A.

## Carrière en club
Cecilia Salvai  commence sa carrière professionnelle chez Canavese en 2008. Après une saison, elle déménage à Turin, où elle est recrutée au club du Torino Calcio Femminile (it). Elle joue principalement en tant qu'arrière gauche et défenseuse centrale. 
Avant le début de la saison 2012-2013, elle rejoint le club suisse Rapid Lugano. À la fin de la saison elle rentre en Italie et signe au club du Bardolino Verona. Le 11 juillet 2016, elle rejoint l'ACF Brescia Femminile.

## Carrière internationale
En tant qu' international junior, elle a disputé le Championnat d'Europe « U-19 » 2011.     
Cecilia Salvai fait ses débuts au sein de l'équipe senior le 19 septembre 2012, alors que l'Italie affronte la Grèce lors du dernier match de qualification de Championnat d'Europe féminin de football 2013 . Elle participe aux  deux premiers matches de la phase de groupes contre la Finlande et le Danemark, mais ne joue pas contre la Suède, l'Italie se qualifiant pour les quarts de finale.